# 500-й гвардейский миномётный полк
500-й гвардейский миномётный полк  — воинское подразделение Вооружённых сил СССР в Великой Отечественной войне.

## История
Полк сформирован путём преобразования 500-го миномётного полка 18.12.1944 года.
В составе действующей армии с 21.02.1945 по 11.05.1945 года.
- О боевом пути полка смотри статью 53-я гвардейская дивизионная артиллерийская бригада
- О боевом пути полка смотри статью 98-я гвардейская стрелковая дивизия

## Полное наименование
- 500-й гвардейский миномётный Мгинский полк[1]

## Подчинение
| Дата            | Фронт (округ)        | Армия                 | Корпус                             | Дивизия                             | Бригада                                             | Примечания |
| --------------- | -------------------- | --------------------- | ---------------------------------- | ----------------------------------- | --------------------------------------------------- | ---------- |
| 01.01.1945 года | -                    | -                     | -                                  | -                                   | -                                                   | нет данных |
| 01.02.1945 года | -                    | -                     | -                                  | -                                   | -                                                   | нет данных |
| 01.03.1945 года | 2-й Украинский фронт | 9-я гвардейская армия | 37-й гвардейский стрелковый корпус | 98-я гвардейская стрелковая дивизия | 53-я гвардейская дивизионная артиллерийская бригада | -          |
| 01.04.1945 года | 3-й Украинский фронт | 9-я гвардейская армия | 37-й гвардейский стрелковый корпус | 98-я гвардейская стрелковая дивизия | 53-я гвардейская дивизионная артиллерийская бригада | -          |
| 01.05.1945 года | 3-й Украинский фронт | 9-я гвардейская армия | 37-й гвардейский стрелковый корпус | 98-я гвардейская стрелковая дивизия | 53-я гвардейская дивизионная артиллерийская бригада | -          |

## Командиры
- п/п Носов Леонид Владимирович (10.1943 — 4.1944), подполковник Панкратов Василий Фёдорович (с 8.1944 — 10.1945), и. о. капитан Крестопчук Александр Харитонович (с 9.1944 по 11.1944, затем ком-р д-на); нач.штаба капитан Малый Григорий Семёнович (1945);  замком по с/ч капитан Крестопчук Александр Харитонович (1945);

Командиры дивизионов:
- ком-р 1-го д-на капитан Синицын Алексей Андреевич (10.1945), ком-р д-на капитан Аношин Иван Дмитриевич (с 11.1944, убит 23.03.1945);  нш 1-го д-на капитан Деревцов Павел Фёдорович (1945, в 11.1944 — ком-р д-на);
- капитан Крестопчук А. Х. (с 11.1944, в 1945 — замком полка); нш 2-го д-на капитан Рыбка Сигизмунд Иосифович (10.1945);

## Награды и наименования
| Награда (наименование) | Дата       | За что получена                                |
| ---------------------- | ---------- | ---------------------------------------------- |
| «Мгинский»             | 21.01.1944 | по преемственности от 500-го миномётного полка |
| «Гвардейский»          | 18.12.1944 | путём преобразования 500-го миномётного полка  |